# نهائي كأس الجزائر 2008
نهائي كأس الجزائر 2008 هي المباراة النهائية من منافسة كأس الجزائر 2007–08، أقيمت المباراة في 16 يونيو 2008، في ملعب مصطفى تشاكر، بين فريقي شبيبة بجاية، ووداد تلمسان، وفاز فيها شبيبة بجاية، بعد أن هزم وداد تلمسان، بنتيجة 1 - 1.

## تفاصيل المباراة
لعبت المباراة النهائية في 16 يونيو 2008.
| شبيبة بجاية | 1 -1 | وداد تلمسان |
| ----------- | ---- | ----------- |
|             |      |             |